# IC 2374
IC 2374 ist eine Spiralgalaxie vom Hubble-Typ Sb im Sternbild Krebs auf der Ekliptik, welche etwa 730 Millionen Lichtjahre von der Milchstraße entfernt ist.
Das Objekt wurde am 24. Januar 1898 von Stéphane Javelle entdeckt.